# Маурісіо Моліна
Маурісіо Моліна Алехандро Урібе (ісп. Mauricio Alejandro Molina Uribe) на прізвисько Мао (нар  30 квітня 1980, Medellin) — колумбійський футболіст, півзахисник «Індепендьєнте Медельїн».

## Клубна кар'єра
Моліна почав свою кар'єру в колумбійському «Енвігадо» у віці 16 років. Незабаром він перейшов в першу команду і був проданий в «Санта-Фе». Однак, під час перебування в «Санта-Фе» він отримав серйозну травму і повернувся на поле у 2002 році вже в складі «Індепендьєнте Медельїн». Під час його перебування в команді вона виграла перший національний чемпіонат за останні 45 років і третій в загальному заліку. У 2003 році він допоміг команді досягти півфіналу Кубка Лібертадорес.
Після успішної кампанії з «Індепендьєнте Медельїн» він підписав контракт до 2004 року з мексиканським «Монаркас Морелія».
Після Мексики Моліна відправився в Об'єднані Арабські Емірати грати за «Аль-Айн», де він залишався протягом одного сезону, після чого він повернувся в «Індепендьєнте Медельїн» на два сезони.
З 2005 по 2006 рік Моліна грав за «Сан-Лоренсо де Альмагро» з Аргентини. У 2007 році Моліна підписав контракт з парагвайським клубом «Олімпія Асунсьйон», де грав на правах оренди. Після вельми успішної кампанії з командою, в якій він розділив звання найкращого бомбардира, забивши 10 голів, Моліна був проданий влітку 2007 року в сербський клуб «Црвена Звезда» з Белграда, в якому Моліна дебютував в європейському футболі.
Пізніше Моліна став гравцем «Сантоса». Він дебютував у складі бразильського гранда 13 лютого 2008 року в матчі проти «Кукута Депортіво» з Колумбії в Кубку Лібертадорес 2008 року.
У липні 2009 року Моліна перейшов в південнокорейський клуб «Соннам Ільхва Чхонма» за $ 1275000. У своєму першому матчі в K-Лізі за «Соннам» він забив дебютний гол у ворота «Пхохан Стілерс». У всіх матчах K-ліги Моліна забив 22 голи і віддав 11 передач у 50 матчах, а у 2010 році Моліна і «Соннам» виграли Лігу чемпіонів АФК 2010 року.
24 січня 2011 Моліна підписав контракт на три роки з іншим клубом K-Ліги «Сеулом», у складі якого став чемпіоном Південної Кореї у 2012 році і володарем національного кубка у 2015 році.
1 січня 2016 року Моліна повернувся в Колумбію, в статусі вільного агента, підписавши контракт з клубом «Індепендьєнте Медельїн» і відразу виграв з командою Апертуру.

## Збірна
На рівні збірної він грав за Колумбію в переможному для неї Кубку Америки 2001 року. Всього за три роки зіграв у 13 матчах. Єдиний гол Моліна забив у ворота Гватемали в Маямі на Золотому кубку КОНКАКАФ 2003.

## Досягнення
Командні
Збірна Колумбії
- Кубок Америки: 2001

«Індепендьєнте Медельїн»
- Чемпіонат Колумбії: 2002 (Фіналісасьйон), 2016 (Апертура)

«Соннам Ільхва Чхонма»
- Ліга чемпіонів АФК: 2010

«Сеул»
- K-Ліга: 2012
- Кубок Південної Кореї: 2015

Особисті
- Найкращий бомбардир клубного чемпіонату світу: 2010 (3 голи)
- Учасник символічної збірної K-Ліги: 2010, 2012
- Найкращий асистент K-Ліги: 2012